# 사카이 다쓰마
사카이 다쓰마(일본어: 酒井 達磨, 1996년 3월 21일~)는 일본의 축구 선수이다.

## 구단 경력
그는 2018년 일본 지역 리그의 마쓰에 시티 FC에 입단했다. 2019년부터 일본 풋볼 리그로 승격했다. 2021년부터 2022년까지 베어틴 미에와 FC 마루야스 오카자키에서 뛰었다. 2023년 J3리그의 나라 클럽로 이적했다.